# Susie Coelho
Susan „Susie“ Coelho (* 7. Dezember 1953 in Cuckfield, Sussex, England, Vereinigtes Königreich) ist eine US-amerikanische Fernsehmoderatorin, Autorin und ehemalige Filmschauspielerin und Model.

## Leben
Coelho wurde am 7. Dezember 1953 in Cuckfield als Tochter der indischstämmigen George und Rani Coelho geboren. Sie ist außerdem portugiesischer Herkunft. Sie wuchs in Bethesda im US-Bundesstaat Maryland auf. Sie machte einen Abschluss an der American University in Washington, D.C. und arbeitete danach als Model unter anderem für die Agentur Ford Models. Von 1981 bis 1984 war sie mit Sonny Bono verheiratet. Die beiden führten bereits ab den mittleren 1970er Jahren eine Beziehung. In zweiter Ehe war sie mit Robert Rounds verheiratet. Die beiden wurden Eltern von zwei Kindern. Seit dem 29. April 2017 ist sie mit Michael „Mike“ A. Peel verheiratet.

## Karriere
Mitte der 1970er Jahre sammelte Coelho in den Fernsehserien Der Sechs-Millionen-Dollar-Mann und Police Story – Immer im Einsatz erste schauspielerische Erfahrungen, 1978 war sie in einer größeren Rolle als Winetta in Die Nordmänner zu sehen. Von 1975 bis 1980 wirkte sie in der von Mike Douglas moderierten Sendung The Mike Douglas Show mit. In den 1980er Jahren war sie unregelmäßig in kleineren Filmrollen wie in A Perfect Match, Breakin’ 2: Electric Boogaloo oder auch Perfect sowie in einer Episode der Fernsehserie Frank Buck – Abenteuer in Malaysia zu sehen. 1983 bewarb sie sich auf die weibliche, titelgebende Hauptrolle in James Bond 007 – Octopussy. Allerdings erhielt Maud Adams die Rolle. 1995 hatte sie eine Nebenrolle im Film T-Rex inne. 1997 folgten Episodenrollen in den Fernsehserien Verrückt nach dir und C-16: Spezialeinheit FBI inne, 1998 folgte eine Nebenrolle im Fernsehfilm Lucky, der reichste Hund der Welt. Ab 1999 fungierte sie als Moderatorin der Sendung Surprise Gardener.
In den 2000er Jahren veröffentlichte sie vier Bücher. Für 2021 wurde ihre Biografie The Bandit Queen, The Warrior Queen and Me angekündigt.

## Filmografie (Auswahl)
- 1975: Der Sechs-Millionen-Dollar-Mann (The Six Million Dollar Man, Fernsehserie, Episode 3x04)
- 1976: Police Story – Immer im Einsatz (Police Story, Fernsehserie, Episode 4x09)
- 1978: Die Nordmänner (The Norseman)
- 1979: Mysterious Island of Beautiful Women (Fernsehfilm)
- 1980: A Perfect Match (Fernsehfilm)
- 1983: Frank Buck – Abenteuer in Malaysia (Bring ’Em Back Alive, Fernsehserie, Episode 1x14)
- 1984: Breakin’ 2: Electric Boogaloo
- 1985: Perfect
- 1995: T-Rex (Theodore Rex)
- 1997: Verrückt nach dir (Mad About You, Fernsehserie, Episode 5x24)
- 1997: C-16: Spezialeinheit FBI (C-16: FBI, Fernsehserie, Episode 1x03)
- 1998: Lucky, der reichste Hund der Welt (You Lucky Dog, Fernsehfilm)
- 2004: Outer Spaces (Fernsehserie)

## Moderationen (Auswahl)
- 1999–2003: Surprise Gardener

## Werke
- Susie Coelhos Everyday Styling: Easy Tips for Home, Garden, and Entertaining: Easy Tips for Home and Garden. Simon & Schuster, New York City 2002,  ISBN 978-0-7432-1930-3.
- Styling for Entertaining: 8 Simple Steps, 12 Miracle Makeovers. Simon & Schuster, New York City 2003,  ISBN 978-0-7432-4662-0.
- Secrets of a Style Diva: A Get-Inspired Guide to Your Creative Side. Thomas Nelson Publishers, Nashville 2006,  ISBN 978-1-59186-256-7.
- Style Your Dream Wedding. Thomas Nelson Publishers, Nashville 2008, ISBN 978-1-59186-257-4.
- The Bandit Queen, The Warrior Queen and Me. 2021.